# Ен-Мари
Ен-Мари Роуз Николсон (енгл. Anne-Marie Rose Nicholson; Есекс, 7. април 1991) енглеска је певачица и текстописац. Дует песма „Rumour Mill”, извођача Rudimental, коју су певали Ен-Мари и Вил Херд (Will Heard) стигла је до 67. места Енглеске плејлисте. Песма „Do It Right” била је на 90. месту, а песма „Alarm”, њен највећи хит, на 16. месту.

## Пре каријере
Ен-Мари је рођена 7. априла 1991. године у Есексу. Њен отац је из Ирске, а мајка је из Есекса. Она је глумила у две продукције. У Позоришту Вест Енд глумила је у мјузиклу „Јадници” („Les Misérables”) када је имала шест година и у „Whistle Down the Wind” са Џеси Џеј (Jessie J) када је имала дванаест година. Од своје девете године почела је да тренира шотокан и већ са 11 година освојила је награду за најбољег каратисту Британије. До сада има три светска трофеја. Изјавила је да су јој карате биле потребне у музичкој каријери, јер ју је то научило доста тога и донело јој је дисциплину и фокус.

## Каријера
Године 2012. сарађивала је са Магнетик Меном (Magnetic Man), заједно су урадили два сингла "Sleep Sound?" и „Is It Love”. Наредне године, Ен-Мари је снимила демо песму „Summer Girl” за дискографску кућу Rocket Records. Исте године, добила је пажњу од стране британског бенда Rudimental. Када је једна њихова вокалисткиња напустила бенд, они су упитали Ен-Мари да је замени. Са њима је снимила песме „Rumour Mill” и „Love Ain’t Just A Word”.  Са техно бендом (Gorgon City) сарађивала је 2014. године када су снимили песме „Elevate” и „Try Me Out”. У мају 2015. године напустила свој бенд и започела поново соло каријеру. Николсонова је снимила њен први (EP) Karate који укључује три песме „Karate”, „Gemini” и „Stole”. До краја године снимила је дует песму „Alright With Me” и песму „Boy” која ће бити на њеном новом албуму.
У јануару 2016, објавила је песму „Do It Right” која је била на 90. месту енглеске топ листе и 37. место у Топ 100 најбољих песама у 2016. српске плејлисте на Play радију. Песма је посвећена њеном дечку којег је имала две године. Некон пар месеци снимила је песму „Alarm” која говори о бившем дечку који ју је преварио и после другог опроштаја. У октобру исте године са Клин Бандитом (Clean Bandit) и Шон Полом (Sean Paul) је снимила песму „Rockabye” која је девет недеља била на првом месту свих светских радио-станица и освојила је разне награде, чак и награду за најбољу божићну песму. Наредног месеца избацује стрипед верзију песме „Peak”. У фебруару 2017. године Ен-Мари се враћа са новим хитом „Ciao Adios” (итал. Здраво, шпан. Довиђења), и овај сингл је посвећен њеном бившем дечком. У мају је снимила још један терцет са Ник Џонасом (Nick Jonas) и Мајком Поснером (Mike Posner). Лето је обележила хитовима „Either Way” и „Besándote”, а у септембру је избацила сингл „Heavy”, а касније „Then” који је последњи сингл, јер после њега долази албум. У фебруару 2018. године се враћа са синглом „Friends” са Маршмелом (Marshmello) и најављује албум „Speak Your Mind” који је изаћи 27. априла 2018. године.

### 2016—2018 албум
Дугоочекивани албум „Speak Your Mind” Ен-Мари је најавила крајем фебруара 2018. године. Када је завршила снимање ЕП-а „Karate” и кренула да избацује синглове попут „Boy” и „Do It Right” сматрало се да су то водеће песме са њеног албума, који ће највероватније бити објављен 30. септембра 2016. године, али све је отказано. У међувремену је споменула да је радни назив албума „Breathing Fire” али ништа се од тога није десило. Она је одржала разне турнеје и фестивале, где је певала песме са свог новог албума, али датум издања је био непознат. Албум „Speak Your Mind” је објављен 27. априла 2018. године, након њене европске турнеје и имао је 17 песама. То су:
1. Cry
2. Ciao Adios
3. Alarm
4. Trigger
5. Then
6. Perfect
7. FRIENDS
8. Bad Girlfriend
9. Heavy
10. 2002
11. Can I Get Your Number
12. Machine
13. Breathing Fire
14. Some People
15. Used To Love You
16. Track 16
17. Rockabye

## Приватни живот
Ен-Мари се декларише као бисексуалка.

## Дискографија

### Студијски албуми
- (2018)

### Соло песме — награде, бр. на плејлисти и остало
| Назив         | Година | Место на плејлисти | Место на плејлисти | Место на плејлисти | Место на плејлисти | Место на плејлисти | Место на плејлисти | Место на плејлисти | Место на плејлисти | Место на плејлисти | Место на плејлисти | Награде                                                 | Албум  |
| Назив         | Година | UK                 | AUS                | AUT                | CAN                | GER                | IRE                | ITA                | SWE                | SWI                | US                 | Награде                                                 | Албум  |
| ------------- | ------ | ------------------ | ------------------ | ------------------ | ------------------ | ------------------ | ------------------ | ------------------ | ------------------ | ------------------ | ------------------ | ------------------------------------------------------- | ------ |
| „Karate”      | 2015   | —                  | —                  | —                  | —                  | —                  | —                  | —                  | —                  | —                  | —                  |                                                         | Karate |
| „Gemini”      | 2015   | —                  | —                  | —                  | —                  | —                  | —                  | —                  | —                  | —                  | —                  |                                                         | Karate |
| „Boy”         | 2015   | —                  | —                  | —                  | —                  | —                  | —                  | —                  | —                  | —                  | —                  |                                                         |        |
| „Do It Right” | 2016   | 90                 | 22                 | —                  | —                  | —                  | —                  | —                  | —                  | —                  | —                  | - ARIA: Gold                                            |        |
| „Alarm”       | 2016   | 16                 | 7                  | 26                 | 97                 | 27                 | 23                 | 36                 | 57                 | 62                 | —                  | - BPI: Gold - ARIA: 2× Platinum - FIMI: Gold - MC: Gold |        |
| „Ciao Adios”  | 2017   | 9                  | 93                 | —                  | —                  | 46                 | 13                 | —                  | —                  | 82                 | —                  | - BPI: Silver                                           |        |

### Дует песме — награде, бр. на плејлисти и остало
| Назив                                                          | Година | Место на плејлисти | Место на плејлисти | Место на плејлисти | Место на плејлисти | Место на плејлисти | Место на плејлисти | Место на плејлисти | Место на плејлисти | Место на плејлисти | Место на плејлисти | Награде                                                                                               | Албум             |
| Назив                                                          | Година | UK                 | AUS                | AUT                | CAN                | GER                | IRE                | ITA                | SWE                | SWI                | US                 | Награде                                                                                               | Албум             |
| -------------------------------------------------------------- | ------ | ------------------ | ------------------ | ------------------ | ------------------ | ------------------ | ------------------ | ------------------ | ------------------ | ------------------ | ------------------ | --- | ----------------- |
| „Rumour Mill” (Rudimental featuring Anne-Marie and Will Heard) | 2015   | 67                 | 68                 | —                  | —                  | —                  | —                  | —                  | —                  | —                  | —                  | | We the Generation |
| „Alright with Me” (Wretch 32 featuring Anne-Marie and PRGRSHN) | 2015   | —                  | —                  | —                  | —                  | —                  | —                  | —                  | —                  | —                  | —                  | | Non-album single  |
| „Catch 22” (Illy featuring Anne-Marie)                         | 2016   | —                  | 11                 | —                  | —                  | —                  | —                  | —                  | —                  | —                  | —                  | - ARIA: Platinum                                                                                      | Two Degrees       |
| „Rockabye” (Clean Bandit featuring Sean Paul and Anne-Marie)   | 2016   | 1                  | 1                  | 1                  | 4                  | 1                  | 1                  | 1                  | 1                  | 1                  | 9                  | - BPI: Platinum - ARIA: 3× Platinum - BVMI: Platinum - FIMI: Platinum - IFPI SWI: Gold - MC: Platinum |                   |